# Андриасян, Гайк Аршакович
Гайк Аршакович Андриасян (Андриасов) (18 апреля 1914 — 4 марта 1971) — советский футболист (нападающий) и тренер.

## Карьера игрока
Андриасян начал профессиональную карьеру с «Динамо» Баку, в составе которого провёл четыре года. В 1933 году он перешёл в другой бакинский клуб, «Локомотив», за который играл на протяжении пяти сезонов. Затем Андриасян перешёл в состав московского «Локомотива», с которым дебютировал в высшей лиге СССР. В 1937 году вместе с «железнодорожниками» он сыграл против сборной Басконии в рамках турне последней по СССР. Его команда была разгромлена гостями со счётом 5:1. В 1939 году Андриасян перешёл в «Спартак Ереван», где играл вплоть до начала Великой Отечественной войны. После окончания войны он присоединился к «Динамо Ереван», где играл до окончания карьеры. В последние годы Андриасяна с клубом он был капитаном команды, а само «Динамо» поднялось в высшую лигу СССР.

## Карьера тренера
В последнем сезоне (1949) в ереванском «Динамо» Андриасян был играющим тренером. Но неожиданно в середине чемпионата (10.06.1949) его отстранили от тренерской должности и пригласили Бориса Апухтина. Игроки были против, так как считали Гайка отличным специалистом, хорошо разбирающимся не только в тактике футбола, но и в армянской психологии. Клубные чиновники не прислушались к мнению футболистов, о чём в дальнейшем, по их признанию, пожалели. Дальнейшие смены тренеров пагубно отразились на команде, и на следующий год она покинула высший дивизион СССР. В 1952 году Андриасяна попросили вернуться в клуб, но долго он там не продержался.
В 1953 году окончил школу тренеров при ГЦОЛИФК.
В 1954 году тренировал ереванский «Спартак», затем с июня 1955 по октябрь 1956 года был у руля одесского «Пищевика», после чего вновь вернулся в Ереван и в 1957 году был старшим тренером местного «Спартака».
После годичного перерыва вновь вернулся к тренерской работе. Был старшим тренером команд «Ширак» (Ленинакан) — 1959/60, 1965/66, 1969, «Лернагорц» (Кафан) — 1964, «Севан» (Октемберян) — 1967/68.
Короткое время (с января по июль 1961 г.) тренировал выступающий в высшей лиге (тогда первой группе класса «А») «Спартак» (Ереван).
15 августа 1962 года был назначен старшим тренером винницкого «Локомотива», где также проработал недолго. В том же году он был удостоен звания Заслуженного тренера Армянской ССР. Завершил тренерскую карьеру в конце 1969 года.

## Вне футбола
Племянник Гайка, Аркадий Андриасян, также был футболистом и тренером. В 1972 году со сборной СССР он завоевал бронзу на Олимпийских играх, через год в составе «Арарата» стал чемпионом и обладателем Кубка СССР, а в 1976 году, выступая за «Арарат», стал лучшим бомбардиром чемпионата СССР (весна).
Гайк Андриасян умер в 1971 году в Ереване.